# Jánskaya
Jánskaya (del ruso: Ха́нская) es una stanitsa del ókrug urbano de Maikop, en la república de Adigueya, en Rusia. Está situada en la orilla derecha del río Bélaya, 12 km al noroeste de Maikop y 12 km al sureste de Beloréchensk. Contaba con 11 245 habitantes en 2010.

## Economía y transporte
Cuenta con una fábrica de conservas.
Está conectada mediante la estación Jánskaya a la línea Beloréchensk-Jadzhoj de ferrocarril. Transporte en autobús regular a Maikop y Beloréchensk.